# Slobozia (arrondissement)

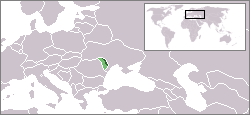

Slobozia (Russisch: Слободзейский район, Slobodziejskij rajon; Roemeens: Raionul Slobozia) is een arrondissement van Transnistrië. De meeste inwoners van het arrondissement zijn Roemenen, maar er zijn ook minderheden van Oekraïners en Russen.
De stad Slobozia telde in het jaar 1989 19.000 inwoners.